# Bernd Osterloh
Bernd Osterloh (* 12. September 1956 in Braunschweig) war vor seinem Ruhestand Vorstandsmitglied der VW-Lkw-Tochterfirma Traton. Bis April 2021 war er Vorsitzender des Gesamt- und Konzernbetriebsrats sowie Mitglied des Präsidiums des Aufsichtsrates der Volkswagen AG.

## Leben

### Beruflicher Werdegang
Nach Abschluss seiner Ausbildung zum Industriekaufmann im Jahr 1973 arbeitete Osterloh in seinem erlernten Beruf und wechselte 1977 zum Volkswagenwerk Wolfsburg. Dort durchlief er die klassische Betriebsratskarriere: vom Vertrauensmann der IG Metall über die Wahl in den Betriebsrat (1990) zum stellvertretenden Betriebsratsvorsitzenden (2004). Als Stellvertreter von Klaus Volkert, der infolge eines Korruptionsskandals im Juni 2005 zurücktreten musste, rückte Osterloh in die Ämter seines Vorgängers. Sukzessive wurde er zum Betriebsratsvorsitzenden des Wolfsburger Werks, zum Gesamtbetriebsratsvorsitzenden aller VW-Werke und schließlich zum Konzernbetriebsratsvorsitzenden gewählt.
Osterloh war im Werk Wolfsburg seit dem Start des vom damaligen Personalvorstand Peter Hartz erarbeiteten Projektes 5000 mal 5000 im Jahr 2000 der dafür Verantwortliche im zuständigen Ausschuss des Betriebsrats. Er verteidigte es gegen erheblichen Widerstand aus den Reihen seiner eigenen Gewerkschaft gegen den Vorwurf des Tarifdumping. Laut Handelsblatt verkörpert er „den neuen Typ des Arbeitnehmer-Managers“ und laut Frankfurter Allgemeine Zeitung den des „Co-Managers“, der wie ein Abteilungsleiter bezahlt wird.
Nach der Bildung der Porsche Automobil Holding SE wurde Osterloh auch Vorsitzender des Betriebsrats der Holding, sein Stellvertreter wurde Uwe Hück. Beide waren auch aktiv an der später vollzogenen Übernahme der Porsche AG durch den Volkswagen-Konzern beteiligt.
Am 15. November 2017 fanden Durchsuchungen im Vorstand und beim Betriebsrat statt. Im Raum stand der Verdacht, durch überhöhte Gehaltszahlungen an Osterloh Steuerhinterziehung betrieben zu haben. Osterloh hatte sein Gehalt im Mai 2017 nach Bekanntwerden der staatsanwaltlichen Ermittlungen offengelegt. Der Braunschweiger Zeitung sagte er damals, dass er ähnlich einem Bereichsleiter bezahlt werde und etwa 200.000 Euro Grundgehalt pro Jahr erhalte. Zudem beziehe er, wie im Management üblich, vom Unternehmenserfolg abhängige Boni. In der Spitze habe seine Gesamtvergütung damit einmalig bei rund 750.000 Euro gelegen. Im Dezember wiederholte Osterloh ähnliche Aussagen in einem Interview auf einer Internetseite der Gewerkschaft IG Metall.
Im Mai 2019 wurde bekannt, dass Osterloh und 14 weitere Arbeitnehmervertreter nach einem Vergleich vor dem Arbeitsgericht Braunschweig wieder außertariflich auf Management-Ebene vergütet werden. Vorangegangen war ein Durchleuchten der Vergütungen durch ehemalige Richter des Bundesarbeitsgerichts. Laut dem Handelsblatt handelte es sich dabei um ein Schiedsverfahren und damit wurde arbeitsrechtlich ein Strich unter die Affäre gezogen. Die 15 betroffenen Betriebsräte, darunter Osterloh, erhalten wieder volle Gehälter.
Anfang 2019 wurde Daniela Cavallo Stellvertreterin von Osterloh. Dem Handelsblatt zufolge „soll die Deutsch-Italienerin systematisch als Nachfolgerin aufgebaut werden. Einige Jahre bekommt sie dafür Zeit.“ Osterloh und Cavallo waren demnach bereits gemeinsam im Projekt 5000 mal 5000 aktiv.
Zum 1. Mai 2021 wechselte Osterloh in den Vorstand der Volkswagen LKW-Tochter Traton. Seine Nachfolgerin als Vorsitzende des Gesamtbetriebsrat von Volkswagen wurde Daniela Cavallo.
Zum April 2023 schied Osterloh aus der Vorstandschaft vorzeitig wieder aus.

### Mitgliedschaften
Osterloh ist Mitglied der IG Metall und der SPD. Seit dem 1. Oktober 2005 ist Osterloh Mitglied des Aufsichtsrats und des Präsidiums der VfL Wolfsburg-Fußball GmbH.

### Strafverfahren
Im Januar 2025 wurde bekannt, dass vor dem Landgericht Braunschweig ein Strafverfahren gegen Osterloh eröffnet wurde; es geht um möglicherweise überhöhter Betriebsratsvergütungen bei dem Automobilhersteller Volkswagen.